# Kimberley Walsh
Kimberley Jane Walsh (Bradford, 20 novembre 1981) è un'attrice e cantante britannica.
È divenuta nota in particolar modo nel Regno Unito e in Irlanda nel 2002, anno della costituzione delle Girls Aloud, gruppo musicale pop del quale fa parte e che ha dato la possibilità a lei e alle altre quattro componenti anche una fama personale nei paesi d'origine.

## Biografia

### Origini
È nata a Bradford, nel West Yorkshire, dai genitori Diane e John Walsh, ed è cresciuta insieme alla sorella maggiore Sally e ai più piccoli Adam e Amy nella periferia di Allerton.

### Carriera
Debutta nel 2000 interpretando il ruolo di Gillian Oldfield nella serie televisiva britannica This Is Personal: The Hunt for the Yorkshire Ripper e partecipa, nello stesso anno, al programma educativo prodotto per BBC Focus. La sua carriera musicale però parte nel 2002, quando partecipa e vince il reality show "Popstars" andando a formare, con altre quattro vincitrici, il gruppo noto come Girls Aloud, che riscuoterà molto successo negli anni successivi in particolar modo nel paese d'origine.
Parallelamente alla partecipazione al gruppo pop, nel 2008 recita nel film Britannia High insieme a Nicola Roberts, sua compagna nelle Girls Aloud.
Nel corso degli anni dieci del duemila, dopo aver pubblicato un album come solista nel 2013, ha proseguito la sua carriera da attrice. Nel 2014 ha partecipato all'incisione di una cover del brano dei Take That Greatest Day, pubblicata in occasione del Campionato mondiale di calcio 2014, in collaborazione con altri artisti come Melanie C, Emma Bunton, Eliza Doolittle, Conor Maynard, Katy B e Pixie Lott.

## Discografia

### Album in studio
- 2013 - Centre Stage (Decca Records)

### Singoli
- 2011 - Everybody Dance
- 2013 - One Day I'll Fly Away

Come artista ospite
- 2011 - Like U Like (Aggro Santos feat. Kimberley Walsh)
- 2012 - One Vision (con Alfie Boe)
- 2014 - The Road (Alistair Griffin feat. Kimberley Walsh)

## Filmografia
- Britannia High (2008)
- Horrid Henry - Piccola peste (Horrid Henry: The Movie), regia di Nick Moore (2011)